# USS LST-638
O USS LST-638 foi um navio de guerra norte-americano da classe LST que operou durante a Segunda Guerra Mundial.